# Portugália világörökségi helyszínei
Portugália területéről eddig tizenhét helyszín került fel a világörökségi listára, tizennyolc helyszín a javaslati listán várakozik a felvételre. 
| | Angra do Heroísmo városának központi területe az Azori-szigeteken |
| 1983 |                                                                   |
| Kulturális (IV)(VI) |                                                                   |
| Hivatkozás: 206 |                                                                   |
| Az Azori-szigetekhez tartozó Terceira fővárosa egy vulkáni kráter tövében épült és jelentős szerepet játszott a 15. és a 19. század közötti tengeri felfedezésekben. Kikötője pihenőhely volt az Afrikából és Indiából érkező hajók számára. A település városszerkezete alkalmazkodik a jellegzetes éghajlati viszonyokhoz, óvárosában számos műemlék épület maradt fenn. Védelméről a több mint négyszáz éves São Sebastiãno és a São João Baptista erődítmények gondoskodtak. Vallási központja az 1570 és 1618 között emelt székesegyház, az Azori-szigetek legnagyobb temploma. A város jelentős műemléke a gótikus stílusban épült São Sebastiãno-templom amelyben középkori freskók maradványai láthatók. Másik jelentős épülete a São Goncalco-templom, ami kerámiaburkolatáról (azulejos) nevezetes. Az egykori jezsuita kolostort felújították, jelenleg hivatalok működnek benne. A település 1980-ban egy földrengés miatt komoly károkat szenvedett, helyreállítása azóta is folyamatban van. |                                                                   |

| | A Szent Jeromos-kolostor és a Belém-torony (Torre de Belém ), Lisszabon |
| 1983, kisebb módosítás: 2008 |                                                                         |
| Kulturális (III)(VI) |                                                                         |
| Védett terület: 2,66 ha, puffer zóna: 103 ha, hivatkozás: 263 |                                                                         |
| A Lisszabon kikötőjének bejáratánál álló kolostort I. Mánuel portugál király parancsára 1502-ben kezdték építeni egy korábbi kápolna helyén. Az épületet az uralkodóról elnevezett Mánuel stílusban emelték, ami a helyi késő gótikus stílus volt a tenger ihlette egzotikus elemekkel, mudéjar és platereszk stílusjegyekkel ötvözve. Az épület és főleg a kétszintes kerengő jellegzetes elemei a oszlopokba és falakba vésett állatokat, zöldségeket, füzéreket ábrázoló díszítmények. Látványos belső terét késő gótikus boltozatának ólomüveg ablakainak és karcsú oszlopainak köszönheti. A templomban állították fel Vasco da Gama síremlékét is, aki az Indiába vezető út felfedezésével biztosította a kolostor vagyonát. A Tajo folyó torkolatánál álló Belém-torony 1515 és 1521 között, az Avis-dinasztia uralkodásának csúcspontján épült és a nagy tengeri felfedezéseknek állít emléket. A masszív építmény a gótikus, a mór és a marokkói építészet stíluselemeit ötvözi, mellvédjein visszatérő motívum a Krisztus-lovagrend keresztje. |                                                                         |

| | Győzelmes Szűz Mária-kolostor, Batalha |
| 1983 |                                        |
| Kulturális (I)(II) |                                        |
| Védett terület: 0,98 ha, puffer zóna: 85,78 ha, hivatkozás: 264 |                                        |
| Batalha dominikánus kolostorát az 1385-ös aljubarrotai csata emlékére építették. A csata előtt I. János fogadalmat tett, hogy győzelem esetén templomot építtet, uralkodása alatt az épületkomplexum jelentős része el is készült. Főhomlokzata három részre tagolódik szobordíszítése jelentős alkotás. A templom belsejét visszafogott gótikus stílusban alakították ki, kórusában figyelemre méltó ólomüveg ablakokkal. A főhajó jobb oldalához a 15. században csatolták az Alapító-kápolnát az uralkodó és családja temetkezési helyét. A kolostor utolsó építési fázisa egybeesett I. Mánuel uralkodásával, aki felújíttatta a kerengőt, megalkotva a róla elnevezett építészeti stílus egyik legjelentősebb remekművét. Jellegzetességei kecses oszlopai és érzékelhetően mór hatást mutató díszítményei. A templomhoz csatlakozó Befejezetlen kápolnát I. Duarte és felesége sírhelyének szánták de építése a 16. században félbemaradt. |                                        |

| | Krisztus-rendi kolostor, Tomar |
| 1983 |                                |
| Kulturális (I)(VI) |                                |
| Hivatkozás: 265 |                                |
| Az eredetileg a reconquista emlékművének szánt épületegyüttes a Templomos lovagrend számára épült, majd a Krisztus Lovagrend (a templomosok utódai) vette birtokba. Portugália legnagyobb kolostoregyüttese egy vár helyén áll, amit I. Alfonz király adományozott a rendnek 1159-ben. A teljes épületegyüttes a 12. és a 17. század között alakult ki, és a gazdagon díszített Mánuel stílus egyik leglátványosabb példája lett. A 12. század végén épült templomot, az épületegyüttes legrégebbi fennmaradt részét a lovagok építészetére jellemző módon egy tizenhat csarnokrészre osztott sokszögű alapra emelték, középen nyolcszögű kórussal és egy körfolyosóval. Mintája a jeruzsálemi Szent Sír-templom lehetett. A 16 oldalú rotundát I. Mánuel uralkodása alatt freskókkal díszítették és ekkor készült el a káptalani gyűlésterem fölött álló templomhajó, Diego de Arruda alkotása is. A kolostor külső díszítése gótikus és mór építészeti elemeket ötvöz. A kolostor az évszázadok során Portugália egyik legjelentősebb építészeti alkotásává fejlődött. |                                |

| | Évora történelmi központja |
| 1986 |                            |
| Kulturális (II)(IV) |                            |
| Védett terület: ha, puffer zóna: ha, hivatkozás: 361 |                            |
| Évora volt az Ibériai-félsziget legrégebbi kereskedelmi központja, több évszázados történelme egészen a kelta időkig nyúlik vissza. Liberalitas Julia néven került római fennhatóság alá, ebből a korból származik a Diana-templom tizenhat korinthoszi oszlopával, egy vízvezeték, egy erőd és a városfal maradványai. 715 és 1165 között mór uralom alatt állt, később az ekkor épült védelmi rendszerét továbbfejlesztették. Muszlim lakosságának egy része a reconquista után is a település északkeleti részében fekvő La Mouraria negyedben lakott. A román-gótikus katedrális építése 1186-ban kezdődött, a kéttornyú erődszerű épületet a 14. században fejezték be. A 15. századtól a portugál királyok egyre többet tartózkodtak a városban, ekkor kezdődött Évora újabb aranykora amikor ismét kolostorok és paloták épültek. A 16. században készült el az Alcazar helyén a grófi palota ezen kívül vízvezetékek és szökőkutak is épültek egy átfogó városrendezés keretében. A város leglátványosabb épülete az I. Mánuel idejéből származó királyi palota. A település a 18. század közepéig virágzott, utána gyors hanyatlásnak indult. |                            |

| | Alcobaça-kolostor |
| Portugália |                   |
| Kulturális (I)(IV) |                   |
| Hivatkozás: 505 |                   |
| A Lisszabontól körülbelül 100 km-re északra található Alcobaça-kolostort a mórok felett aratott győzelem tiszteletére kezdték el építeni 1153-ban. Később Portugália 18 cisztercita kolostora közül a legbefolyásosabb lett. Az épületegyüttes ( a templom, a kolostor, a kerengő, a káptalani terem, a kollégium, a refektórium, a szerzetesek közös terme és a fogadószoba) a gótikus cisztercita építészet egyik legszebb alkotása. A 13. századra az apátság befolyása már az egész Ibériai-félszigeten érezhető volt, 1269-től a kolostorban egy teológiai főiskola is működött. A templomra a szigorú dísztelen gótikus formák jellemzőek. A háromhajós épülethez később kilenc kápolnát csatoltak. A kolostor szoros kapcsolatban állt a portugál uralkodóházzal, ezért a 14. század közepén a templomban állították fel I. Péter és Inês de Castro fehér márványból faragott egymással szemben álló szarkofágjait. Az épületegyüttest az évszázadok során többször átépítették és kibővítették, az átépítések közül a legfeltűnőbb a templom homlokzata, ami 18. század első feléből való. Kóruskörüljáróját díszesen megmunkált szobrok, oszlopok és oszlopfők díszítik. A kolostorban 999, a szabályzat szerint mindig ezernél eggyel kevesebb szerzetes élt egészen az ország francia megszállásáig, amikor a rendet feloszlatták. |                   |

| | Sintra, kultúrtáj |
| 1995 |                   |
| Kulturális (II)(IV)(V) |                   |
| Védett terület: 946 ha, puffer zóna: 3 641 ha, hivatkozás: 723 |                   |
| A Lisszabontól 30 kilométerre nyugatra fekvő Sintra városát a dombra épült 8. században elkezdett Óvár uralja. A település a 12. századig mór fennhatóság alatt állt. Legfontosabb épületei a királyi palota (Palacio da Vila) és a Pena-palota. A királyi palota egy része már a 14. században állt, majd az évszázadok során többször is kibővítették. Az 1755-ös földrengésben a város építészeti örökségének jelentős része elpusztult, de udvarházak, katonai célú épületek, egyházi épületek fennmaradtak, köztük a királyi palota, a Ribafrias-palota, a városháza és a Szentháromság-kolostor. A királyi palota jellegzetességei a konyha fölött lefordított tölcsérre emlékeztető kéményei, a címerterem és a hattyúterem. A palota csempedíszítése (azulejo) a mudéjar dekorációs technika egyik legszebb alkotása az Ibériai-félszigeten. A Pena-palota a 19. század közepén épült II. Ferdinánd idejében egy 16. századi romos kolostor kibővítésével és átalakításával. Különböző korok (gótikus, egyiptomi, mór és reneszánsz) építészeti stílusát ötvözi, kertjei a legszebbek közé tartoznak Európában. |                   |

| | Porto történelmi központja |
| 1996 |                            |
| Kulturális (IV) |                            |
| Hivatkozás: 755 |                            |
| Az Atlanti-óceán partján a Duero folyó torkolatánál a stratégiai helyen fekvő Porto már a római korban is létezett, ők Portusnak nevezték. 716 és 997 között mór uralom alatt állt, majd ez volt az úgynevezett „Portugál megye” székhelye. A 15. században a város anyagilag is támogatta Tengerész Henrik expedícióit. Jelenlegi városképét a domboldalra emelt épületek határozzák meg, óvárosa az acélszerkezetű kétszintes Ponte Dom Luis hídon keresztül is megközelíthető. Porto egyik legfontosabb épülete a román stílusú katedrális csempedíszítésű gótikus kerengőjével, reneszánsz és barokk belső díszítésével. A portói bor kereskedelmének hasznából finanszírozták az óváros sokszínű polgári építészetét. A városban román, gótikus, reneszánsz, barokk, neoklasszicista és modern korból is láthatók jelentős műemlékek és jellegzetes elemei a városképnek a folyón átívelő hidak is. Fontos műemléke a jellegzetes Mánuel stílusban épült a Santa Clara-templom, a 19. században épült Tőzsde-palota pedig jelentős neoklasszicista építmény. |                            |

| | A Côa völgye és Siega Verde történelem előtti sziklarajzai |
| Portugália és Spanyolország közös világörökségi helyszíne |                                                            |
| 1998, kiterjesztés: 2010 (spanyol terület) |                                                            |
| Kulturális (I)(III) |                                                            |
| Hivatkozás: 866 |                                                            |
| A Ribeira de Piscos közelében a Côa folyó partjánál lévő kanyonokban és szurdokokban az itt élők már a történelem előtti koroktól megörökítették magukat. A világörökségi helyszínhez tartozó sziklarajzok egy része i. e. 22 000 és i. e. 10 0000 közé, a felső paleolitikum idejére datálható, a többi a neolitikum idejéből, vagy még későbbről származik. A portugál területen felfedezett sziklarajzok három csoportot alkotnak, az első a faiai gránitbarlangoknál, a második Quinta de Barcánál található, a harmadik Ribeira de Piscosnál kezdődik és a Côa és Duero összefolyásáig tart. A helyszínt 2010-ben kiterjesztették, azóta a spanyolországi Siega Verde 645 sziklavésete is hozzá tartozik. Az ábrázolásokat az 1990-es években fedezték fel amikor egy duzzasztógátat akartak létesíteni a területen de ezek után a portugál kormány a Côa-völgyet régészeti parkká nyilvánította. A gyakran bizarr formájú sziklákba vésett ábrákon felismerhető az ősbölény, a vadló, a gímszarvas, a kőszáli kecske valamint sematikus emberalakok, hiányoznak viszont a háziállatok. A terület az őskori művészet jelentős szabadtéri tárlatának számít. |                                                            |

| | A madeirai „Laurisilva” (babérlombú erdő) |
| 1999 |                                           |
| Természeti (IX)(X) |                                           |
| Védett terület: 15 000 ha, hivatkozás: 934 |                                           |
| A 600 és 1300 méter tengerszint feletti magasságban található madeirai babérerdők egy mára gyakorlatilag kihalt növénytársulás utolsó természetes maradványai. A szigetet eredetileg erdő borította, de a fakitermelés már a 15. században megkezdődött irtásos-égetéses módszerrel. A feltárt fosszíliák arra utalnak, hogy 40 – 15 millió évvel ezelőtt az ilyen típusú erdők elterjedtek egész Dél-Európa területén, de ma már csak az Azori-, a Kanári-szigeteken és Madeirán találhatók meg kisebb foltjaik. A madeirai erdő százötven négyzetkilométeres a sziget meredek északi partján, és védelem alatt áll a 270 négyzetkilométeres Madeirai Természetvédelmi rezervátumban. A terület fontos szerepet játszik a sziget vízháztartásában és jelentősen csökkenti a talajeróziót. Ez az erdő a legnagyobb ilyen növénytársulás, és közel 90 százaléka őserdő. Megóvásával sikerült néhány ritka faj élőhelyét megmenteni, köztük a szigeten őshonos 66 edényes növényfajét és a szintén őshonos madeirai babérgalamét. |                                           |

| | Az Alto Douro borvidék |
| 2001 |                        |
| Kulturális (III)(IV)(V) |                        |
| Védett terület: 24 600 ha, puffer zóna: 225 400 ha, hivatkozás: 1046 |                        |
| Az Alto Douro régióban körülbelül kétezer éve folyik bortermelés és ennek köszönhetően egyedülálló kultúrtáj alakult ki a Duero folyó felső szakasza mellett amely tükrözi a vidék technológiai, társadalmi és kulturális fejlődését. A terület legfontosabb terméke az ötféle szőlőből készült világhírű portói bor. A tölgyfa hordóban érlelt borhoz 17. századtól adnak hozzá sherry-t vagy brandy-t, a hagyomány szerint azért, hogy megállítsák vele az erjedést és hogy a bor jobban bírja a hajóutat. A portói bor készítéséhez csak a jól körülhatárolt Alto Douro borvidéken termesztett szőlő használható, a világörökségi helyszínhez ebből körülbelül 2250 négyzetkilométer tartozik. A tájképet meredek domboldalak, völgyek, fennsíkok alkotják, ezeket teraszos szőlőültetvények borítják. A régebbi szabálytalan teraszokat lebontották, a ma is látható szabályos teraszokat a 19. század végén építették ki. Később enyhe lejtésű, nagyméretű, földdel feltöltött területeket alakítottak ki, ami lehetővé tette a gépesített szőlőművelést. A termést fél évig a Duoro-völgy pincéiben tárolják, majd a Porto közelében lévő Gaiában érlelik tovább. |                        |

| | Guimarães történelmi központja |
| 2001 |                                |
| Kulturális (II)(III)(IV) |                                |
| Védett terület: 19,45 ha, puffer zóna: 99,23 ha, hivatkozás: 1031 |                                |
| Guimarães történelmi városa összefügg a portugál nemzettudat 12. századi kialakulásával, ez a település volt az újonnan megalakult Portugál Királyság fővárosa. A hely már a kelta időkben lakott volt, és 1139-ben lett főváros amikor I. Alfonzt királlyá nyilvánították. A Castello, az ország egyik legjobb állapotban megőrződött román stílusú erődje erre a korra nyúlik vissza. A középkorban itt kifejlődött építészeti technikákat később az afrikai és újvilági gyarmatokon is elterjesztették. Guimarães nagyrészt megőrizte középkori városszerkezetét, a központban számos 16. és 19. század közötti kőépület található. A 15. század elején épült a Paco Ducale, a Bragança hercegek palotája, az ország egyik leglátogatottabb műemléke. A városháza a 16-17. században épült, ezen kívül jelentősek a kolostorok is. A reneszánsz korában fényűző nemesi házakat is építettek és köztereket alakítottak ki. A lakóházakat a 16. század előtt félig fából, később a 19. századtól teljesen kőből építették. A jelenlegi városképet sajátos portugál építészeti stílus jellemzi és megfigyelhető az egyes épülettípusok fejlődése a középkortól mostanáig. |                                |

| | Pico-sziget, borvidék, kultúrtáj |
| 2004 |                                  |
| Kulturális (III)(V) |                                  |
| Védett terület: 987 ha, puffer zóna: 1 924 ha, hivatkozás: 1117 |                                  |
| Az Azori-szigetekhez tartozó Pico-szigeten a 15. század óta termesztenek szőlőt, ez legjobb állapotban megmaradt része egy korábban sokkal kiterjedtebb borvidéknek. A szigetnek, amelyet a 2351 méter magas Ponta do Pico ural a mezőgazdaság a legfőbb bevételi forrása. A termékeny talajnak és a kedvező klímának köszönhetően már az első portugál telepesek ideje óta folytatnak is szőlőtermelést. A ma is látható ember alkotta táj sok generáció munkájáról tanúskodik akik főleg az északnyugati partvidéken kisméretű, fallal bekerített „currais”-nak nevezett parcellákat alakítottak ki, hogy a szőlőt megvédjék az erős széltől és a sós vízpermettől. A habarcs nélkül rakott kőfalak teljesen behálózzák a sziget ültetvényeit. Az itt termelt verdelho szőlő alkoholtartalmát, akárcsak a többi madeirai borét 16-18 százalékra növelik. A szőlőültetvényeken kívül a kultúrtájhoz tartoznak még alkotóinak szépérzékéről tanúskodó udvarházak, pincék, kutak, templomok és kikötők is. |                                  |

| | Elvas erődítményei |
| 2012, kisebb módosítás: 2013 |                    |
| Kulturális (IV) |                    |
| Védett terület: 173,35 ha, puffer zóna: 690 ha, hivatkozás: 1367 |                    |
| A 17. és a 19. század között kiépített sáncokból, árkokból falakból álló erődrendszer a legnagyobb ilyen jellegű építmény az országban. Elvas a legfontosabb határátkelőt őrizte a Lisszabon és Madrid közötti úton. A település vízellátásáról a 16. század végén és a 17. század elején épült hét kilométer hosszú Amoreira-vízvezeték gondoskodott, ez tette lehetővé hosszabb ostromok elleni védekezést. A várfalakon belüli városban nagyméretű barakkok és más katonai létesítmények, templomok és kolostorok is találhatók, az utóbbiak közül is néhányat idővel katonai célokra alakítottak át. A helyszín hét részből áll, ezek a történelmi városközpont, az Amoreira-vízvezeték, a Santa Luzia-erőd és az út ami onnan a városközponthoz vezet, a Graça erőd és a kisebb São Mamede, São Pedro és São Domingos erődök. A városközpontnál és a környező dombokon kialakított kiterjedt védelmi rendszer holland védműrendszerek mintájára készült a flamand jezsuita João Cosmander atya tervei alapján, aki egyike volt az ilyen jellegű építmények terjesztőinek a világon. Az összesen tizenkét erődből álló rendszer szabálytalan sokszög elrendezésben helyezkedik el és a kor katonai építészetének egyik remekműve. |                    |

| | Coimbrai egyetem |
| 2013 |                  |
| Kulturális (II)(IV)(VI) |                  |
| Védett terület: 36,2 ha, puffer zóna: 80,8 ha, hivatkozás: 1387 |                  |
| A város fölötti dombon álló Coimbrai egyetem hét évszázadon keresztül növekedett és fejlődött. A 13. század végén alapított intézményt 1537-ben az Alcáçova királyi palotába helyezték át, majd később kollégiumok rendszerévé vált. A portugál elit oktatóközpontjaként fontos szerepet töltött be a gyarmatokon alapított felsőoktatási intézmények életében is. Egyes ma is működő részei 16. és 17. századi épületekben találhatók, a kémiai laboratóriumok egy 18. századi épületben kaptak helyet, míg a botanikus kertet, az egyetem nyomdáját és a nagy egyetemi várost az 1940-es években létesítették. Az egyetem története illusztrálja a függetlenséget amit korábban a várostól élvezett, majd azt, hogy a település fejlődése hogyan került összhangba az oktatási intézmény igényeivel. Az itt tanulók hét évszázada átfogó ismereteket szereznek a tudomány, a művészet, a jog, az építészet és a várostervezés területén és mindig is referenciaként szolgált a portugál befolyás alatt álló térségekben. Az egyetemen komoly eredményeket értek el az irodalom és a nyelvtanítás területén is. Az épületegyüttes legismertebb és leglátogatottabb része díszes könyvtára. |                  |

| | Mafra-palota, kolostor és királyi vadaspark |
| 2019 |                                             |
| Kulturális (IV) |                                             |
| Védett terület: 1 213,17 ha, puffer zóna: 693,23 ha, hivatkozás: 1573 |                                             |
| A Lisszabontól 30 kilométerre északnyugatra található Mafra épületegyüttest V. János portugál uralkodó parancsára kezdték építeni 1711-ben, mint kézzelfogható bizonyítékot az uralkodó elképzeléséről a monarchiával kapcsolatban. A hatalmas négyszögletes épület fő részei a király és királyné palotája, a királyi kápolna ami egy római barokk bazilika formáját követi, egy ferences kolostor és egy 36 000 kötetet tartalmazó díszes könyvtár. Az épületegyüttest egy geometrikus elrendezésű kert egészíti ki, valamint a királyi vadászpark a Tapada. A Mafra-palota V. János egyik legjelentősebb építészeti vállalkozása, ami a Portugál Királyság erejét és lehetőségeit jelképezi. Az építkezés során római és itáliai barokk építészeti és díszítési formákat vettek alapul, így az elkészült palota gyakorlatilag az itáliai barokk művészet egyik jelentős alkotásává vált. |                                             |

| | Bom Jesus do Monte |
| 2019 |                    |
| Kulturális (IV) |                    |
| Védett terület: 26 ha, puffer zóna: 232 ha, hivatkozás: 1590 |                    |
| Az ország északi részén a Braga fölött emelkedő hegyoldalban álló szentély a keresztény Jeruzsálemet jeleníti meg egy hegy és a rajta álló templom formájában. A szentély több mint hatszáz éven át fejlődött, legfontosabb elemeit főleg barokk stílusban alakították ki. Fontos része egy Via Crucis ami a hegy nyugati lejtőjén megy végig. Kápolnák sorából áll, amelyekben szobrok idézik fel Jézus szenvedéstörténetét, ezen kívül korábbi kertek, kutak és allegorikus szobrok is tartoznak hozzá. A Via Crucis az 1784 és 1811 között épített templomnál ér véget. A gránit épület fehérre vakolt homlokzatát vakolatlan, kilátszó faragott kövek foglalják keretbe. A híres Öt Érzék-lépcső a hozzá tartozó falakkal, kutakkal, szobrokkal és más díszítőelemekkel az egész helyszín legemblematikusabb barokk alkotása. A szentély beleillik az európai szent hegy-építkezések (Sacri Monti) hagyományába, ami egyfajta válasz volt a reformáció terjedésére. |                    |

## Elhelyezkedésük
| Szent Jeromos-kolostor,Belém-torony Batalha Tomar Évora Alcobaça-kolostor Sintra Porto A Côa völgye és Siega Verde sziklarajzai Az Alto Douro borvidék Guimarães Elvas Coimbra Mafra-palota Bom Jesus do Monte | Angra do Heroísmo A madeirai „Laurisilva” Pico-sziget |

## Javasolt helyszínek
| Név                                                           | Kép | Típus      | Kritérium          | Év   | Hiv. |
| ------------------------------------------------------------- | --- | ---------- | ------------------ | ---- | ---- |
| Közép-Atlanti-hátság                                          |     | természeti | VII, VIII, IX, X   | 2017 |      |
| Lisszabon történelmi központja                                |     | kulturális | I, II, III, IV, VI | 2017 |      |
| Mértola                                                       |     | kulturális | II, III, IV        | 2017 |      |
| Montado kultúrtáj                                             |     | kulturális | IV, V, VI          | 2017 |      |
| Magellán Föld körüli útvonala                                 |     | kulturális | II, IV, VI         | 2017 |      |
| Vila Viçosa                                                   |     | kulturális | II, IV             | 2017 | ]    |
| Selvagens-szigetek                                            |     | természeti | VII, VIII, IX, X   | 2017 |      |
| Határmenti (Raja) erődítmények                                |     | kulturális | IV, VI             | 2017 |      |
| Águas Livres vízvezeték                                       |     | kulturális | I, II, IV          | 2017 |      |
| A Szent Jakab-út portugáliai szakasza                         |     | kulturális | II, III, IV, VI    | 2017 |      |
| Tróiai római kori halfeldolgozó                               |     | kulturális | III, IV            | 2017 |      |
| Álvaro Siza építészeti munkái                                 |     | kulturális | I, II, IV          | 2017 |      |
| Portugália délnyugati partvidéke                              |     | természeti | VIII, IX, X        | 2017 |      |
| Pombal márki-féle Lisszabon                                   |     | kulturális | I, II, IV, VI      | 2017 |      |
| A mezítlábas karmeliták parkerdeje és a bussacói Palace-Hotel |     | kulturális | II, III, IV        | 2017 |      |
| A Calouste Gulbenkian Alapítvány székhelye és kertje          |     | kulturális | I, II, IV, VI      | 2017 |      |
| Madeirai levadák                                              |     | kulturális | I, III, IV, V      | 2017 |      |
| A globalizáció helyszínei                                     |     | kulturális | II, IV, VI         | 2017 |      |